# Костоев, Ибрагим Юсупович
Ибрагим Юсупович Костоев (род. 24 июня 1946, Алма-Ата) — Народный депутат РСФСР, член Совета Национальностей Верховного Совета РФ (1990—1993).

## Биография
Окончил Краснодарский политехнический институт в 1970 г. и Филологический факультет Чечено-Ингушского государственного университета. Работал на Карабулакском заводе нерудных строительных материалов начальником отдела технического контроля.
Народный депутат РСФСР, 139 Национально-территориального округа, член Совета Национальностей Верховного Совета РФ (1990—1993), работал в Комиссии по национально-государственному устройству и межнациональным отношениям, затем в Комиссии Совета Национальностей по репрессированным и депортированным народам, был членом фракции «Свободная Россия», принимал участие в работе фракций и групп «Суверенитет и равенство», «Коммунисты России», «Отчизна».
Автор «Закона о реабилитации репрессированных народов» (26 апреля 1991 г.) и «Закона об образовании Ингушской Республики в составе Российской Федерации» (4 июня 1992 г.).
Выступал за радикальные экономические реформы, за разнообразие и равноправие форм собственности, за полновластие Советов народных депутатов. Настаивал на восстановлении автономии Ингушетии со столицей в правобережной части г. Владикавказа.
Женат, имеет восьмерых детей. В настоящее время не работает, пенсионер.